# Barend Davidson

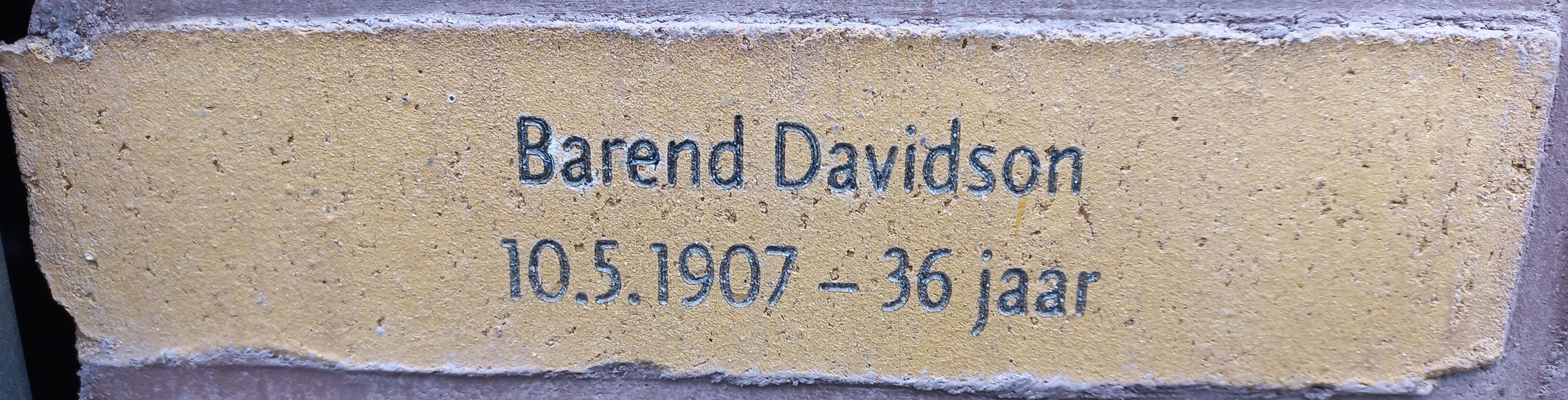
Naamsteen Barend in Holocaust Namenmonument (maart 2023)

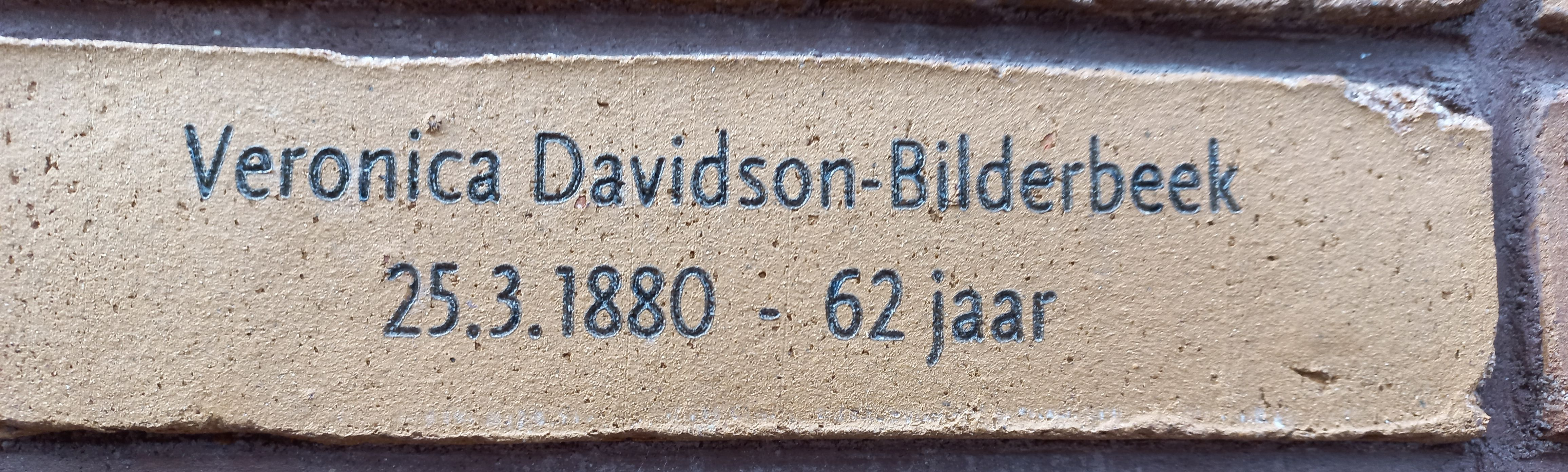
Naamsteen moeder in Holocaust Namenmonument (maart 2023)

Barend Davidson (Zwolle, 10 mei 1907 - Berlijn-Tegel, 4 juni 1943) was een Nederlandse verzetsstrijder van Joodse afkomst in de Tweede Wereldoorlog. Hij was actief binnen de Stijkelgroep en viel in mei 1941 in handen van de Duitsers. Twee jaar later werd hij geëxecuteerd. 

## Levensloop
Davidson was de zoon van Louis Davidson (1880-1939) en Veronica Davidson-Bilderbeek (1880-1943). Hij had een jongere zus, Betje (1911-1943). Zijn vader was veehandelaar, terwijl zijn moeder een winkel in manufacturen had. Zelf volgde Barend Davidson de  Gemeentelijke Handelsschool. In zijn vrije tijd speelde Davidson onder andere toneel, voetbal en hij bokste.
Na het afronden van zijn opleiding ging hij eerst bij zijn vader in dienst al veehandelaar. In 1933 opende hij aan de Luttekestraat 52 in Zwolle een winkel in kantoorartikelen. Davidson was voor zaken vaak op pad. Als bedrijfsleider werd daarom Margo Keijzer aangesteld. In 1935 trad zij met Davidson in het huwelijk. Twee jaar later kregen zij samen een dochter, Vera genaamd.
Na de Duitse inval in mei 1940 raakte Davidson betrokken bij verzetsactiviteiten van Han Stijkel. Davidson zou een persoon hebben gezocht die ervaring had met vliegtuigbouw bij Fokker, die naar Engeland gesmokkeld kon worden waar van diens kennis goed gebruik kon worden gemaakt. Ook zou Davidson informatie hebben verzameld over Duitse troepenbewegingen.
De groep rond Strijker was echter geïnfiltreerd door Jacob Kerkhoven en Theodoor van Kleef die voor de Duitsers werkten. Daardoor werd de hele verzetsgroep in het voorjaar van 1941 opgerold. Voor Davidson viel op 3 mei 1941 het doek toen hij in Zwolle werd gearresteerd.
Davidson werd samen met andere leden van de groep vastgezet in het zogeheten Oranjehotel in Scheveningen, waar hij verder werd verhoord. In februari 1942 werd hij op transport gezet naar Berlijn waar hij terecht kwam in de Zellengefängnis Lehrter Straße. In oktober 1942 vond het proces tegen de Stijkelgroep plaats. Veertig van de zevenenveertig leden werden ter dood veroordeeld, waaronder Davidson. Via de Zweedse ambassade is nog gepoogd om ter dood veroordeelden via een gevangenenruil vrij te krijgen, maar dat liep op niets uit. Op de ochtend van 4 juni 1943 werd Davidson samen met eenendertig anderen doodgeschoten op de schietbaan van de Wehrmacht bij Tegel.

## Postuum
Davidson' vrouw en dochter overleefden de oorlog in de onderduik. Margo Davidson-Keijzer werd in december 1944 gepakt en zat nog enige tijd vast in Kamp Westerbork, waar ze de bevrijding meemaakte. Een dagboek dat Davidson schreef tijdens zijn gevangenschap in Berlijn is bewaard en is in het bezit van Collectie Overijssel. Davidson en zijn vrouw, die later betrokken was bij het verzet, ontvingen het Verzetsherdenkingskruis. Zowel Barend Davidson als zijn moeder en zus worden vermeld op het Holocaust Namenmonument in Amsterdam.